# Sinsemilla
Sinsemilla è un album in studio del gruppo reggae Black Uhuru, pubblicato nel 1980.

## Tracce
1. Happiness – 4:21
2. World Is Africa – 5:17
3. Push Push – 4:12
4. There Is Fire – 5:02
5. No Loafing (Sit and Wonder) – 3:59
6. Sinsemilla – 5:11
7. Endurance – 4:01
8. Vampire – 4:34

## Formazione
- Michael Rose - voce
- Derrick "Duckie" Simpson - voce
- Puma Jones - voce
- Sly Dunbar - batteria, percussioni
- Robbie Shakespeare - basso
- Jimmy Becker - armonica
- Ansel Collins - piano, organo
- Radcliff "Dougie" Bryan - chitarra
- Bertram "Ranchie" McLean - chitarra
- Uziah "Sticky" Thompson - percussioni